# トマ・ヴォクレール
トマ・ヴォクレール（Thomas Voeckler、1979年6月22日- ）は、フランス・バ＝ラン県・シルティカイム出身の自転車競技（ロードレース）選手。日本では英語読みのトーマス・ボエックラーという表記をされたこともあった（『J SPORTS cycle road race』でも2004年までは同表記だった）。

## 経歴
2001年にボンジュール（現:ディレクト・エネルジー）と契約を結び、プロロードレース選手となる。
- ジロ・デ・イタリアに初出場（総合135位）。

2003年
- ツール・ド・ルクセンブルク 総合優勝
- ツール・ド・フランスに初出場（総合119位）。

2004年
- ツール・ド・フランスにおいて、一躍その名を世界に轟かせることになる。第5ステージで区間優勝のスチュアート・オグレディら5人とトップ集団を形成して4位に入り、後続の集団を12分以上引き離したことからマイヨ・ジョーヌをランス・アームストロングから奪取。その後、中央高地、ピレネー山脈と続いたステージでも粘り強い走りを披露し、第14ステージまで総合首位を保った。なお、最終総合順位は18位。

- フランス国内選手権・個人ロードレース 優勝

2005年
- ツール・ド・フランスでは、第2ステージだけだったが、山岳賞部門でトップに立った。

2007年
- GP西フランス・プルエーにおいて、トル・フースホフトらとのスプリント争いを制して優勝。

2008年
- シルキュイ・ド・ラ・サルト 総合優勝
- ツール・ド・フランスでは第1～第5ステージまで山岳賞部門でトップに立ち、マイヨ・ブラン・ア・ポワ・ルージュを着用した。

2009年
- ツール・ド・フランスでは、第5ステージで得意の逃げを決めて念願のステージ優勝を飾った。
- ツール・デュ・オー・ヴァル 総合優勝

2010年
- フランス選手権、個人ロードレース部門で6年ぶりの優勝を飾った。
- ツール・ド・フランス第15ステージ勝利、また、同ステージに組まれたバレ峠も首位で通過。
- グランプリ・シクリスト・ド・ケベックでは初代優勝者の座を射止めた。

2011年
- ツール・デュ・オー・ヴァル 総合優勝
- パリ〜ニース 区間2勝(第4、8)
- ショレ＝ペイ・ド・ロワール 優勝
- ダンケルク4日間レース 総合優勝
- クリテリウム・デュ・ドフィネ 総合10位
- ツール・ド・フランスでは、第9ステージで逃げ集団の2位に入賞してマイヨ・ジョーヌを獲得すると、本人の「2004年のときのように長くは着用できないよ」という言葉とは裏腹に、中央高地・ピレネー山脈を経てアルプスでのステージ終盤までリーダージャージを死守。結局、2004年と同じ第18ステージまでの10日間に渡ってマイヨ・ジョーヌを守り、総合でも優勝したカデル・エヴァンスから3分20秒遅れの総合4位に入賞。1997年のリシャール・ヴィランク以来となるフランス人選手の総合の表彰台獲得まであと一歩に迫る健闘を見せた。
- GP西フランス・プルエー 3位

2012年
- ロンド・ファン・フラーンデレン 8位
- ブラバントス・パイル 優勝
- アムステルゴールドレース 5位
- リエージュ〜バストーニュ〜リエージュ 4位
- ツール・ド・フランス
  -  山岳賞（第10、第16〜最終 首位）
  - 第10ステージ……区間優勝、敢闘賞、グラン・コロンビエ峠首位通過
  - 第16ステージ……区間優勝、敢闘賞、オービスク峠、ツールマレー峠首位通過
  - 山岳賞部門を巡ってフレドリック・ケシアコフと競り合いを展開していたが、チームメイトの新城幸也の強力なアシスト等も手伝って第16ステージ以降首位を守り、グランツール自身初の山岳賞を獲得した。
- グランプリ・シクリスト・ド・ケベック 7位
- ロードレース世界選手権・個人ロードレース 7位

2013年
- クリテリウム・デュ・ドフィネ 区間1勝(第6)
- ルート・デュ・スュド 総合優勝
- ツール・デュ・ポワトゥー＝シャラント 総合優勝

2017年
- ツール・ド・フランスを最後に、現役を引退。

引退後
- 2019年より自転車競技のフランスナショナルチームの監督を務める。
2020年からのジュリアン・アラフィリップによる世界選手権ロード男子エリート部門連覇の際に指揮を取っている。

## 特徴・エピソード
ステージレースでのステージ優勝やワンデイレースでの勝利が目立つパンチャータイプの選手である。同チームで同じパンチャータイプの新城幸也は、アシストの仕事も求められることの多いチーム内での立場もあって、逃げにチャンスがあるステージに絞ってエスケープに挑戦するが、ヴォクレールの場合は逃げにノーチャンスと思われるステージでも果敢にエスケープに挑戦するのが特徴の一つ。2009年のジロ・デ・イタリアではブロックハウスへの登山ステージというクライマー圧倒的有利のステージでもエスケープしている。
中間スプリントポイントや平坦ステージでの高低差の低い山岳ポイントなども狙う積極的な走りと独特のキャラクターが親しまれている。
とはいえ単なる目立ちたがり屋というわけではなく、ツール・ド・フランスにおける総合4位（2011年）や山岳賞の獲得（2012年）、数々の区間優勝、マイヨ・ジョーヌの所持歴、その他ビッグレースでの勝利のある実力者である。
出身はフランス本土だが、7歳から17歳までは西インド洋のフランス領マルチニーク島で育ち、17歳でフランス本土にスポーツ留学の形で渡ったという経歴の持ち主である。その為、西インド諸島で広く話されるクレオール語を話すことができる。